# 真·女神转生-J
《真·女神转生-J》，另有版本名为《真·女神转生-EZ》，是Atlus开发并发行的电子角色扮演游戏，属「女神转生系列」作品。游戏面向日本功能手机推出，于2002年4月1日上线，采用月订阅制模式。
在游戏中，玩家可召唤恶魔附身于自身，探索系统随机生成3D的迷宫，收集更强的召唤卡，并和敌对恶魔展开回合制战斗。除单人模式外，玩家还可和日本各地玩家对决，争夺最强恶魔召唤师。媒体认为游戏融入「真·女神转生系列」要素，并对此表示肯定。

## 玩法
《真·女神转生-J》是3D迷宫探索类角色扮演游戏。游戏分为探险准备和迷宫探索两部分。在准备阶段，玩家可以习得新魔法和技能，买卖道具和装备。在探索阶段，玩家将深入魔界的三座迷宫——饱食界、嫉妒界、怠惰界。
迷宫以第一人称视角展示，其结构会在玩家每次进入时随机生成，玩家要深入迷宫，最终到达底层。玩家在迷宫中移动时，地图会逐步补完。途中，玩家可发现各类道具和装备，或找到能恢复生命值的回复之泉。已完成的迷宫可重新挑战。
探索迷宫时，玩家可能遭遇敌对恶魔，此时画面将切入回合制战斗界面。游戏开始时，玩家要从秩序、中立、混沌中选择自己的阵营，召唤出一个对应的「守护者」恶魔，让其凭依到角色身上。玩家可迷宫中收集守护卡，召唤更新、更强的恶魔。通过战斗中取得经验值，守护者可以升级变得更加强大。
除单人的迷宫探索玩法外，游戏还设有多人竞技场模式：玩家可以和日本各地玩家对战，挑战全国最强恶魔召唤师。

## 发行与评价
《真·女神转生-J》由Atlus开发并发行。2002年4月1日，Atlus面向J-Sky手机平台开设门户网站「Atlus Web-J」；Java游戏《真·女神转生-J》即该网站提供的首批服务之一，采用月订阅制模式。除游戏外，网站还有「女神转生系列」壁纸和手机铃声下载服务。游戏由两个应用程序（app）组成，即用于探险准备的「基本app」和游玩迷宫的「魔界app」，玩家游玩时需在两个应用间切换。
游戏2002年7月19日更新后引入多人对战模式。2004年7月22日，游戏登上EZweb手机的「Atlus Web-EZ」服务，题为《真·女神转生-EZ》。该版本最初仅支持东芝的A1304T/TII手机，但也计划支持更多机型。《真·女神转生-EZ》最初仅支持BREW环境，自2004年8月起也开始支持Java ME手机。
NLab称《真·女神转生-J》为系列爱好者必玩之作；电击Online和Comptiq称游戏为正统的角色扮演游戏及「女神转生系列」作品。Game Watch认为，游戏中有众多恶魔登场，体现了「真·女神转生系列」的特色。NLab亦提到游戏道具和武器多样，并称随机生成迷宫能维持新鲜感。该媒体还认为画面滚动流畅，迷宫探索体验好。新浪游戏认为传统的回合制玩法易于上手。